# Мигівка
Ми́гі́вка (Мигова) — річка в Україні, в межах Вижницького району Чернівецької області. Права притока Серету (басейн Дунаю). 

## Опис
Довжина 21 км, площа водозбірного басейну 70,5 км². Похил річки 14 м/км. Річка типово гірська — з вузькою та глибокою долиною (за винятком пониззя), численними перекатами і кам'янистим дном. Річище слабкозвивисте.
В селі Мигове розташований каскадний водоспад Чиста Сльоза (4 м).

## Розташування
Мигівка бере початок на південний захід від села Мигове. Тече в межах Покутсько-Буковинських Карпат спершу на північ та північний захід, у середній та нижній течії — на північний схід. Впадає до Серету на північний схід від села Мигове. 